# Inter gravissimas

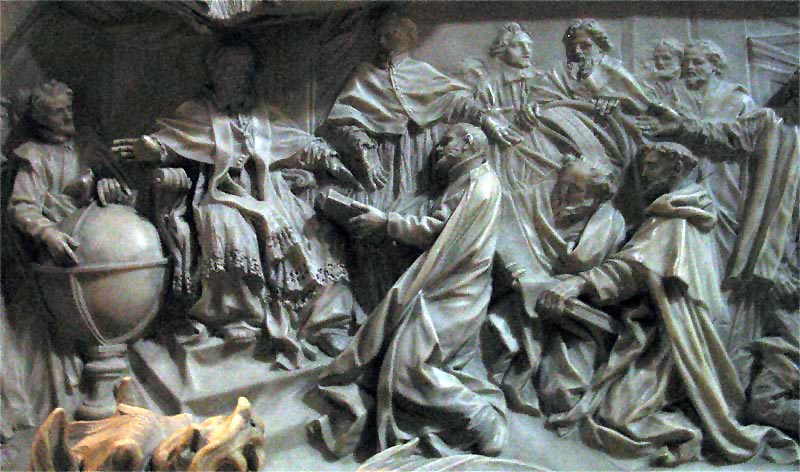
Введення григоріанського календаря. Барельєф на могилі папи Григорія XIII в Соборі Святого Петра в Римі.

Inter gravissimas (в перекладі з лат. — «Посеред найважливіших») — папська булла, видана папою Григорієм XIII 24 лютого 1582 року. Документ реформував юліанський календар та створив новий календар, який отримав назву григоріанського і зараз використовується у більшості країн світу.
Ім'я булли складається з двох перших слів булли, яка починається так: «Inter gravissimas Pastoralis officii Nostri curas …» («Посеред найважливіших обов'язків нашої пастирської служби …»).

## Історія
Приводом до написання булли стало поступове зміщення стосовно юліанського календаря дня весняного рівнодення, за яким визначалася дата Великодня, та неузгодженість великодніх фаз повного місяця з астрономічними. До Григорія XIII проект намагалися здійснити папа Павло III і Пій IV, але успіху вони не досягли. Підготовку реформи за вказівкою Григорія XIII здійснювали астрономи Клавій і Алоізій Ліліус. Результати їхньої праці були зафіксовані в папській буллі, підписаній понтифіком на віллі Мондрагоне.

## Опис
Метою булли було «відновити» календар так, щоб сезонні події, важливі для розрахунку дати Великодня, повернулися в «потрібні місця» і можна було б запобігти їх зміщення надалі. Ідея реформи як такої, в буллі не згадується. Булла визначає три необхідні пункти для правильного визначення дати Пасхи: правильне розміщення весняного рівнодення; правильна ідентифікація «14-го дня Місяця» (фактично повний місяць), що відбувається в день весняного рівнодення або на наступний після весняного рівнодення; і першу неділю, яка слідує після повного місяця.
Під «відновленням» в буллі маються на увазі два пункти. По-перше, булла поправила календар так, що весняне рівнодення стало близько 21 березня, де воно було під час Нікейського собору (20 травня — 25 серпня 325 року). Для цього треба було виключити з календаря десять днів. По-друге, булла зробила 14-й день Місяця відповідним реальному повному Місяцю, видаляючи «чотири дні і більше». Це дозволило відновити дати Великодня, встановлені Нікейським собором.
Булла вводила зміни в календарні правила, щоб забезпечити у майбутньому весняне рівнодення і 14 -й день Місяця, а відповідно і Пасха, не відходили від дат, встановлених Нікейським собором.
Зміни у порівнянні з юліанським календарем були наступними:
1. Видаляли 10 днів (тільки в 1582 році) — після 4 жовтня 1582 року повинно було настати 15 жовтня 1582 року (пункт 7);
2. Скорочення кількості високосних років — вікові роки, такі як 1700 рік, 1800 і 1900 роки, перестали бути високосними, а роки, які можна розділити на 400, наприклад, 1600 і 2000, продовжували бути високосними (пункт 9);
3. Нові великодні таблиці визначення дати Пасхи повинні бути обчислені з використанням дати весняного рівнодення 21 березня за новим календарем (пункт 10).

## Введеннягригоріанського календаря
Реформи Григорія XIII були прийняті католицькою церквою і були зразу введені в дію у державах. Католицькі держави, такі як Франція, італійські князівства, Річ Посполита, Іспанія (поряд з її європейськими та закордонними володіннями), Португалія та католицькі держави Священної Римської імперії зразу змінили григоріанський календар. За четвергом 4 жовтня 1582 слідувала п'ятниця, 15 жовтня 1582, тобто десять днів було пропущено. В Україні григоріанський календар де-юре було запроваджено одразу ж після його ухвалення Папою Римським, оскільки 1582 року українські землі входили до складу Речі Посполитої, що була офіційно католицькою державою. Проте в той час ситуація між католицькою церквою та українською православною церквою була напруженою. Намагання переконати православних прийняти григоріанський календар лише ускладнили ситуацію. Відтак українська православна (так само, як і греко-католицька) церква досі дотримується юліанського календаря.
Дати введення в різних країнах григоріанського календаря див. Григоріанський календар.
Нікейський Собор 325 року прагнув розробити правила, за якими всі християни святкуватимуть Великдень в один день. Насправді минуло майже 12 століть, перш ніж католицька церква досягла цієї мети. Григоріанський календар, який не відразу був прийнятий в багатьох європейських країнах, став законом для католицької церкви і став до вжитку у літочисленні майже у всіх країнах. Останньою країною, що почала вживати Григоріанський календар стала Саудівська Аравія — у 2016 році.